# Консультативный совет по иностранным инвестициям в России

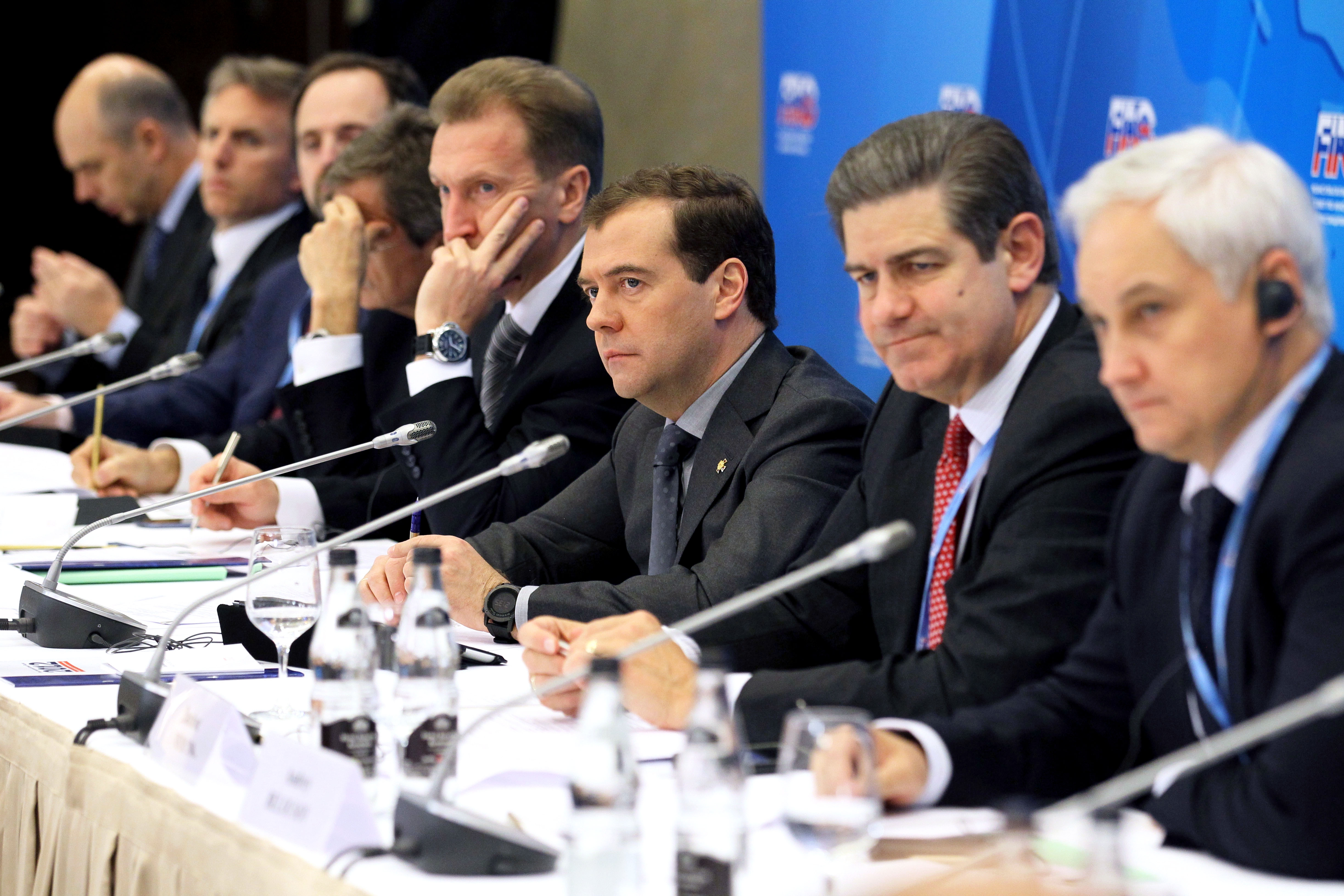
26-е заседание КСИИ, 15 октября 2012 года

Консультативный совет по иностранным инвестициям в России (англ. The Foreign Investment Advisory Council; аббр.: рус. КСИИ, англ. FIAC) — постоянно действующий орган при Правительстве РФ, в который входят крупнейшие иностранные инвесторы, действующие на территории России. Совокупный объём инвестиций членов КСИИ в Россию превысил $ 110 миллиардов. Председателем КСИИ является председатель Правительства РФ (по должности).
Один раз в год (в третий понедельник октября) проводится пленарное заседание Консультативного совета в котором принимают участие председатель Правительства РФ и первые лица иностранных компаний — членов КСИИ.

## История и структура совета
Консультативный совет по иностранным инвестициям был образован 29 сентября 1994 года для активизации работы по привлечению иностранных инвестиций в экономику РФ.
Первоначально структура КСИИ была строго регламентирована постановлением Правительства, а сам совет являлся исключительно совещательным межведомственным органом при Правительстве РФ. Участие инвесторов в его работе не регламентировалось (но и не исключалось). Постановление Правительства определило поимённо председателя КСИИ и его заместителя, а также ответственного секретаря. Также были образованы 3 рабочие группы: по улучшению инвестиционного климата в России и механизму взаимодействия инвесторов с органами власти, по налоговой, таможенной и валютной политике в России, по улучшению образа России как страны, принимающей инвестиции.
Первым председателем КСИИ был председатель Правительства РФ в то время — Виктор Черномырдин, а первым заместителем председателя КСИИ — заместитель председателя Правительства РФ Александр Шохин. Ответственным секретарём был первый заместитель министра экономики Яков Уринсон (в ранге министра).
Кроме того, постановление образовавшее КСИИ, содержало целый ряд поручений ведомствам по созданию механизмов поддержки и защиты для инвестиций.
В дальнейшем в постановление ежегодно вносились изменения, пересматривавшие формулировки основных направлений работы, поручений, а также изменявшие должностных лиц, в связи с постоянной ротацией кадров в Правительстве РФ. В конце 2000 года заместителем председателя КСИИ был назначен заместитель председателя Правительства — министр финансов Алексей Кудрин, а министр экономического развития Герман Греф руководил одной из рабочих групп (по улучшению инвестиционного климата). При этом координация КСИИ и рабочих групп была поручена Минэкономразвития России.
В 2004 году постановление 1994 года было существенно сокращено. Большинство пунктов было признано утратившими силу, а остававшиеся лишь определяли наличие Консультативного совета и то, что его возглавляет председатель Правительства РФ.
В декабре 2009 года председателем Правительства РФ Владимиром Путиным было подписано новое постановление о КСИИ, отменившее действие всех предыдущих документов и утвердившее положение о Консультативном совете. В соответствии с положением, председателем КСИИ является председатель Правительства РФ. Для повседневной деятельности в рамках КСИИ образован исполнительный комитет, который возглавляет министр экономического развития (по должности). Кроме того, впервые было регламентировано участие иностранных инвесторов в работе совета. С этого момента они не только полноправные участники, но также являются координаторами направлений работы (рабочих групп).
Таким образом, в настоящее время деятельность КСИИ разделена на два блока. Первый — это ежегодные пленарные заседания с участием председателя Правительства России, где озвучиваются общие ключевые проблемы иностранных инвесторов в России и определяются приоритетные направления работы Консультативного совета на следующий год. Со стороны инвесторов в нём принимают участие исключительно первые лица организаций-членов совета. Второй блок — это перманентная деятельность рабочих групп, создающихся по определённым на пленарном заседании направлениям. Ожидаемые результаты работы — это реализация конкретных мер по совершенствованию инвестиционного климата в России. Поэтому в рабочие группы входят представители компаний-членов КСИИ и соответствующих федеральных органов исполнительной власти.
Около 3-4 раз в год проводятся заседание исполнительного комитета КСИИ под председательством министра экономического развития РФ, где анализируются достигнутые результаты в деятельности рабочих групп, а также требуемые действия или решения по реализации выработанных ими мер.

## Члены совета
По состоянию на 2013 год, в состав КСИИ входит 48 иностранных компаний, осуществляющих инвестиции в Россию. В перечень включены также компании, вышедшие из членства в КСИИ, начиная с 2013 года (отмечены красным).
| Наименование                                      | Страна                     | Первое лицо (имя, должность)                                                                                               | Член КСИИ (годы) |
| ------------------------------------------------- | -------------------------- | --- | ---------------- |
| 3M                                                | США                        | Джордж Бакли (George W. Buckley), председатель совета директоров, президент и генеральный директор                         | ? — н/в          |
| ABB                                               | Швеция                     | Джозеф Хоган (Joseph Hogan), генеральный директор                                                                          | ? — н/в          |
| Abbott Laboratories                               | США                        | Майлз Уайт (Miles D. White), председатель совета директоров, исполнительный директор                                       | 2013 — н/в       |
| Alcoa                                             | США                        | Клаус Кляйнфельд (Klaus Kleinfeld), президент, генеральный директор                                                        | ? — н/в          |
| AstraZeneca plc                                   | Великобритания             | Паскаль Сорио, Главный исполнительный директор                                                                             | 2013 — н/в       |
| BASF                                              | Германия                   | Курт Бок (Dr. Kurt Bock), председатель совета исполнительных директоров                                                    | ? — н/в          |
| BAT                                               | Великобритания             | Ричард Берроуз (Richard Burrows), председатель совета директоров                                                           | ? — н/в          |
| BHP Billiton                                      | Великобритания, Австралия  | Жак Нассер (Jacques Nasser), председатель совета директоров                                                                | ? — 2013         |
| BP                                                | Великобритания, США        | Карл-Хенрик Сванберг (Carl-Henric Svanberg), председатель совета директоров                                                | ? — н/в          |
| Cargill                                           | США                        | Грегори Пэйдж (Gregory R. Page), председатель совета директоров, генеральный директор                                      | ? — н/в          |
| Deutsche Bank                                     | Германия                   | Юрген Фитчен и Аншу Джейн, сопредседатели совета директоров и исполнительного комитета                                     | ? — н/в          |
| E.ON SE                                           | Германия                   | Йоханнес Тайссен (Dr. Johannes Teyssen), председатель совета директоров, главный исполнительный директор                   | 2013 — н/в       |
| ЕБРР                                              | —                          | Сума Чакрабарти (Suma Chakrabarti), президент                                                                              | ? — н/в          |
| Enel S.p.A.                                       | Италия                     | Фульвио Контии (Fulvio Conti), генеральный директор                                                                        | ? — н/в          |
| Eni S.p.A.                                        | Италия                     | Паоло Скарони, генеральный директор                                                                                        | ? — н/в          |
| EY                                                | США                        | Марк Уайнбергер (Mark Weinberger), председатель совета директоров, генеральный директор                                    | ? — н/в          |
| Exxon Mobil Corporation                           | США                        | Рекс Тиллерсон (Rex W. Tillerson), председатель совета директоров, генеральный директор                                    | ? — н/в          |
| Finmeccanica                                      | Италия                     | Джузеппе Орси (Giuseppe Orsi), председатель совета директоров, генеральный директор                                        | ? — н/в          |
| Ford Motor Company                                | США                        | Алан Малалли (Alan Mulally), президент, генеральный директор                                                               | ? — н/в          |
| Fortum                                            | Финляндия                  | Тапило Куула (Tapio Kuula), президент и главный исполнительный директор                                                    | 2013 — н/в       |
| Intel                                             | США                        | Джейн Шо (Jane Shaw), председатель совета директоров                                                                       | ? — н/в          |
| Itochu Corp.                                      | Япония                     | Эйити Ёникура (Eiichi Yonekura), председатель совета директоров, генеральный директор                                      | ? — 2013         |
| International Paper                               | США                        | Джон Фарачи (John Faraci), председатель совета директоров, главный исполнительный директор                                 | 2013 — н/в       |
| Kinross Gold Corporation                          | Канада                     | Пол Роллинсон (Paul Rollinson), генеральный директор                                                                       | ? — н/в          |
| Lafarge                                           | Франция                    | Бруно Лафон (Bruno Lafont), президент                                                                                      | ? — н/в          |
| Mars                                              | США                        | Пол Майклс (Paul S. Michaels), президент                                                                                   | ? — н/в          |
| Metro AG                                          | Германия                   | Олаф Кох (Olaf Koch), председатель совета директоров                                                                       | ? — н/в          |
| Mitsubishi Group                                  | Япония                     | Какиучи Такэхико (Kakiuchi Takehiko), президент и главный исполнительный директор                                          | ? — н/в          |
| Mitsui Bussan                                     | Япония                     | Масами Иидзима (Masami Iijima), президент, генеральный директор                                                            | ? — н/в          |
| Mondelez International, Inc. (бывший Kraft Foods) | США                        | Ирэн Розенфельд (Irene Rosenfeld), председатель совета директоров, главный исполнительный директор                         | ? — н/в          |
| Nestle S.A.                                       | Швейцария                  | Питер Брабек (Peter Brabeck-Letmathe), председатель совета директоров, Пол Бюльке (Paul Bulcke), генеральный директор      | ? — н/в          |
| Novartis                                          | Швейцария                  | Даниэль Васелла (Dr. Daniel Vasella), председатель совета директоров                                                       | ? — н/в          |
| Olam International                                | Сингапур                   | Санни Джордж Вергезе (Sunny George Verghese), главный исполнительный директор                                              | 2014 — н/в       |
| PepsiCo                                           | США                        | Индра Нуйи (Indra K. Nooyi), председатель совета директоров                                                                | ? — н/в          |
| Procter & Gamble                                  | США                        | Роберт Макдональд (Robert McDonald), президент и главный управляющий                                                       | ? — н/в          |
| Renault                                           | Франция                    | Луи Швейцер (Louis Schweitzer), председатель совета директоров; Карлос Гон (Carlos Ghosn), президент, генеральный директор | ? — н/в          |
| Royal Dutch Shell                                 | Великобритания, Нидерланды | Петер Возер (Peter Voser), главный управляющий                                                                             | ? — н/в          |
| S.A. Saint-Gobain                                 | Франция                    | Пьер-Андре де Шаландар (Pierre-Andre de Chalendar), председатель совета директоров и главный исполнительный директор       | 2013 — н/в       |
| Sanofi                                            | Франция                    | Кристофер Виебахер (Christopher Viehbacher), главный исполнительный директор                                               | 2013 — н/в       |
| Siemens AG                                        | Германия                   | Петер Лёшер (Peter Loescher), главный управляющий                                                                          | ? — н/в          |
| Solvay                                            | Бельгия                    | Жан-Пьер Кламадье (Jean-Pierre Clamadieu), главный исполнительный директор, председатель исполнительного комитета          | 2013 — н/в       |
| SUN Group                                         | Индия                      | Нанд Кхемка (Nand Khemka), председатель совета директоров                                                                  | ? — н/в          |
| Schlumberger                                      | Франция                    | Паал Кибсгаард (Paal Kibsgaard), главный управляющий                                                                       | ? — 2013         |
| Tele2                                             | Швеция                     | Мэтс Гранрид (Mats Granryd), президент и главный исполнительный директор                                                   | 2013 — н/в       |
| Telenor                                           | Норвегия                   | Свэйн Аазер (Svein Aaser), председатель совета директоров; Йон Фредрик Баксаас (Jon Fredrik Baksaas), главный управляющий  | ? — н/в          |
| Tetra Pak                                         | Швеция                     | Деннис Йонссон (Dennis Jonsson), главный управляющий                                                                       | ? — н/в          |
| The Coca-Cola Company                             | США                        | Мухтар Кент (Muhtar A. Kent), председатель совета директоров, генеральный директор                                         | ? — н/в          |
| Total                                             | Франция                    | Кристоф де Маржери (Christophe de Margerie), главный управляющий                                                           | ? — н/в          |
| UniCredit Group                                   | Италия                     | Федерико Гиццони (Federico Ghizzoni), главный управляющий                                                                  | ? — н/в          |
| Unilever                                          | Великобритания, Нидерланды | Паул Полман (Paul Polman), главный управляющий                                                                             | ? — н/в          |
| United Technologies                               | США                        | Луи Шеневье (Louis R. Chenevert), главный управляющий                                                                      | ? — н/в          |
| Всемирный банк                                    | —                          | Джим Ён Ким (Jim Yong Kim), президент                                                                                      | ? — н/в          |

## Хронология пленарных заседаний
| Номер заседания | Год      | Дата       | Место                   | Председатель     | Компании-участники (первые лица) | Ист.                 |
| 21              | 2007 год | 15 октября | Балчуг Кемпински Москва | Виктор Зубков    | Нет данных | [ 21 ]               |
| 22              | 2008 год | 20 октября | Балчуг Кемпински Москва | Владимир Путин   | Нет данных | [ 22 ] [ 23 ]        |
| 23              | 2009 год | 9 ноября   | Балчуг Кемпински Москва | Владимир Путин   | Нет данных | [ 24 ] [ 25 ]        |
| 24              | 2010 год | 18 октября | Балчуг Кемпински Москва | Владимир Путин   | Нет данных | [ 26 ]               |
| 25              | 2011 год | 17 октября | Балчуг Кемпински Москва | Владимир Путин   | Ernst & Young, Nestlé, Lafarge, Kinross Gold, ЕБРР и другие | [ 27 ]               |
| 26              | 2012 год | 15 октября | Балчуг Кемпински Москва | Дмитрий Медведев | Ernst & Young, Procter & Gamble, Nestlé, BAT, Siemens, ЕБРР, Alcoa и другие | [ 1 ] [ 28 ]         |
| 27              | 2013 год | 21 октября | Горки-9                 | Дмитрий Медведев | EY, Telenor, BAT, BASF, Nestlé, Sanofi, UniCredit, ABB, Mitsui & Co., Tetra Pak, Solvay, Alcoa, Mitsubishi, Enel, Metro AG, SUN Group, Siemens, Lafarge, Mars, PepsiCo, Finmeccanica, Fortum Corporation, Mondelez, Kinross Gold, E.ON, AstraZeneca, Abbott Laboratories, International Paper, Deutsche Bank, Novartis, ЕБРР, Saint-Gobain | [ 29 ] [ 30 ] [ 31 ] |
| 28              | 2014 год | 20 октября | Горки-9                 | Дмитрий Медведев | Total, Olam International, AstraZeneca | [ 32 ] [ 33 ] [ 34 ] |